# Tir als Jocs Olímpics d'estiu de 1896 – Pistola lliure, 30 metres homes
La prova de pistola lliure a 30 metres va ser una de cinc del programa de tir als Jocs Olímpics d'Atenes de 1896. Sis participants estaven inscrits per prendre part en aquesta prova l'11 d'abril, però finalment John Paine va decidir no participar-hi. Els cinc participants representaven a tres països i van realitzar 5 sèries de 6 trets cadascuna, a un blanc situat a 30 metres.

## Medallistes
| Or           | Plata          | Bronze             |
| Sumner Paine | Holger Nielsen | Ioannis Frangoudis |

## Resultats
| Pos. | Tirador            | Puntuació  | 1          | 2          | 3          | 4          | 5          |
| ---- | ------------------ | ---------- | ---------- | ---------- | ---------- | ---------- | ---------- |
| 1    | Sumner Paine       | 442        | 76         | 64         | 80         | 120        | 102        |
| 2    | Holger Nielsen     | 285        | 12         | 85         | 62         | 24         | 100        |
| 3    | Ioannis Frangoudis | Desconegut | Desconegut | Desconegut | Desconegut | Desconegut | Desconegut |
| 4    | Nikolaos Morakis   | Desconegut | Desconegut | Desconegut | Desconegut | Desconegut | Desconegut |
| 5    | Georgios Orfanidis | Desconegut | Desconegut | Desconegut | Desconegut | Desconegut | Desconegut |